# 丁應詔
丁應詔（1540年—？），字國賓，號靖吾，浙江湖州府長興縣人，民籍，明朝政治人物。

## 生平
隆慶元年（1567年）丁卯科浙江鄉試第三十七名。隆慶五年（1571年）登辛未科三甲第二百三十四名進士。兵部觀政，授南陵县知县，丁憂歸。萬曆四年（1576年）复除宝坻县知县，七年擢大理寺评事，升寺副，十一年升寺正，养病。十三年复除本寺，十四年二月升江西佥事，十七年四月升四川右参议，卒于官。

## 家族
曾祖丁瓚，壽官；祖父丁曜，典膳；父丁良卿，布政司正理問。母蔣氏；繼母吳氏。具庆下。妾严氏，《旧长兴县志》載：农家女也，年十九侍应诏，应诏年追桑榆，甫四载应诏卒，遗命嫁之，严矢志不二，龛大士于室，遂不肉食，卒年五十五。